# 世界末日论
世界末日论（英語：Apocalypticism），或译默示主义，是一种宗教信仰，认为世界末日迫在眉睫，将在人的生命中降临。这种信念通常伴随着这样一种想法，即由于某种灾难性的全球事件，文明很快就会走向混乱。世界末日论是某些宗教中末世论的一个方面──神学中与历史的最后事件或人类最终命运有关的部分。
世界末日论观点和运动的宗教版本通常侧重于关于上帝在历史中突然、戏剧性和灾难性干预的神秘启示、人性的判断、忠实选民的救恩、以及选民最终在更新的天地中与上帝一起统治。世界末日论最初起源于琐罗亚斯德教，在犹太教、基督教和伊斯兰教的末世论推测中得到了更充分的发展。
世界末日论通常与这样一种信念相结合，即深奥的知识很可能会在善恶力量之间的重大对抗中被揭示，注定要改变历史进程。默示可以被视为善、恶、模棱两可或中立，具体取决于促进它们的特定宗教或信仰体系。世界末日论不仅仅是一种宗教观念，而且存在基于现代科学、技术、政治话语和阴谋论中。